# 가미쿠마모토역
가미쿠마모토역, 또는 상구마모토역(일본어: 上熊本駅)은 일본 구마모토현 구마모토시 니시구에 있는 큐슈여객철도 · 쿠마모토 전기철도 · 쿠마모토시 교통국의 역이다.

## 이용 가능한 철도 노선
- 큐슈여객철도
  - 가고시마 본선
- 쿠마모토 전기철도
  - 키쿠치 선
- 쿠마모토시 교통국
  - 쿠마모토 본선(간선)

## 역 구조 및 승강장

### JR큐슈
섬식 승강장 1면 2선을 가진 지상역이다. 예전에는 섬식 승강장으로 더해 역 건물에 단선 승강장 1면 1선이 있어, 단선 승강장의 1번선이 하행선, 섬식 승강장 바깥쪽의 3번선이 상행선으로 되어 있었다. 섬식 승강장 안쪽의 2번선은 특급 등의 대피선으로서 사용되었지만, 2006년에 폐지되었다. 2006년 11월에는 지하통로와 3번선으로 건너는 복도가 사용 개시되어, 엘리베이터가 2기(역사로부터 지하통로로, 통로부터 승강장으로)설치되었다. 그 후 2007년 4월 22일부터, 2면2선의 지상 섬식 승강장이 되었다. 2011년 5월 24일에는, 큐슈신칸센 고가 바로 아래로 역사를 이전해, 2면 2선의 상대식 승강장이 되었다.
| 1 | ■ 카고시마 본선 | (하행) | 쿠마모토 · 야츠시로 방면 |
| 2 | ■ 카고시마 본선 | (상행) | 타마나 · 오무타 방면     |

#### 2대째 역사

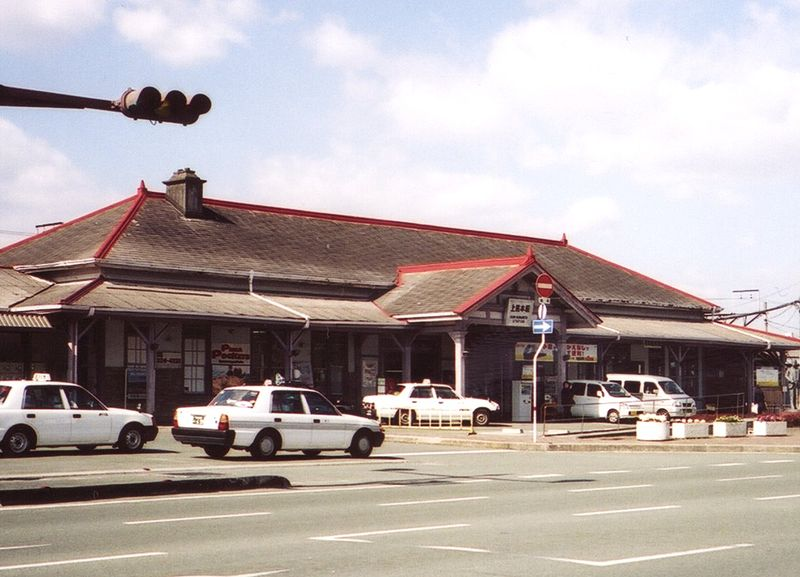
2대째 JR역사(2004년 2월), 현재는 구마모토 시전의 역사로서 이축

북쿠마모토 역의 2차 역사는 서양식 건축의 명작으로 평가가 높지만 2005년 큐슈신칸센 카고시마 루트의 나머지 공사 중 같은 부지에 있던 재래선을 고상화하게 되어 해체할 것이 결정됐다.
이에 따라 쿠마모토시 주민을 중심으로 보존 운동이 일어났고, 그 결과 역사의 일부를 쿠마모토시 교통국 북쿠마모토역 앞역의 역사로서 재사용할 것이 결정되어 2006년 7월 1일에 역사 정면 부분이 이전 건축됐다.

### 구마모토 전기 철도

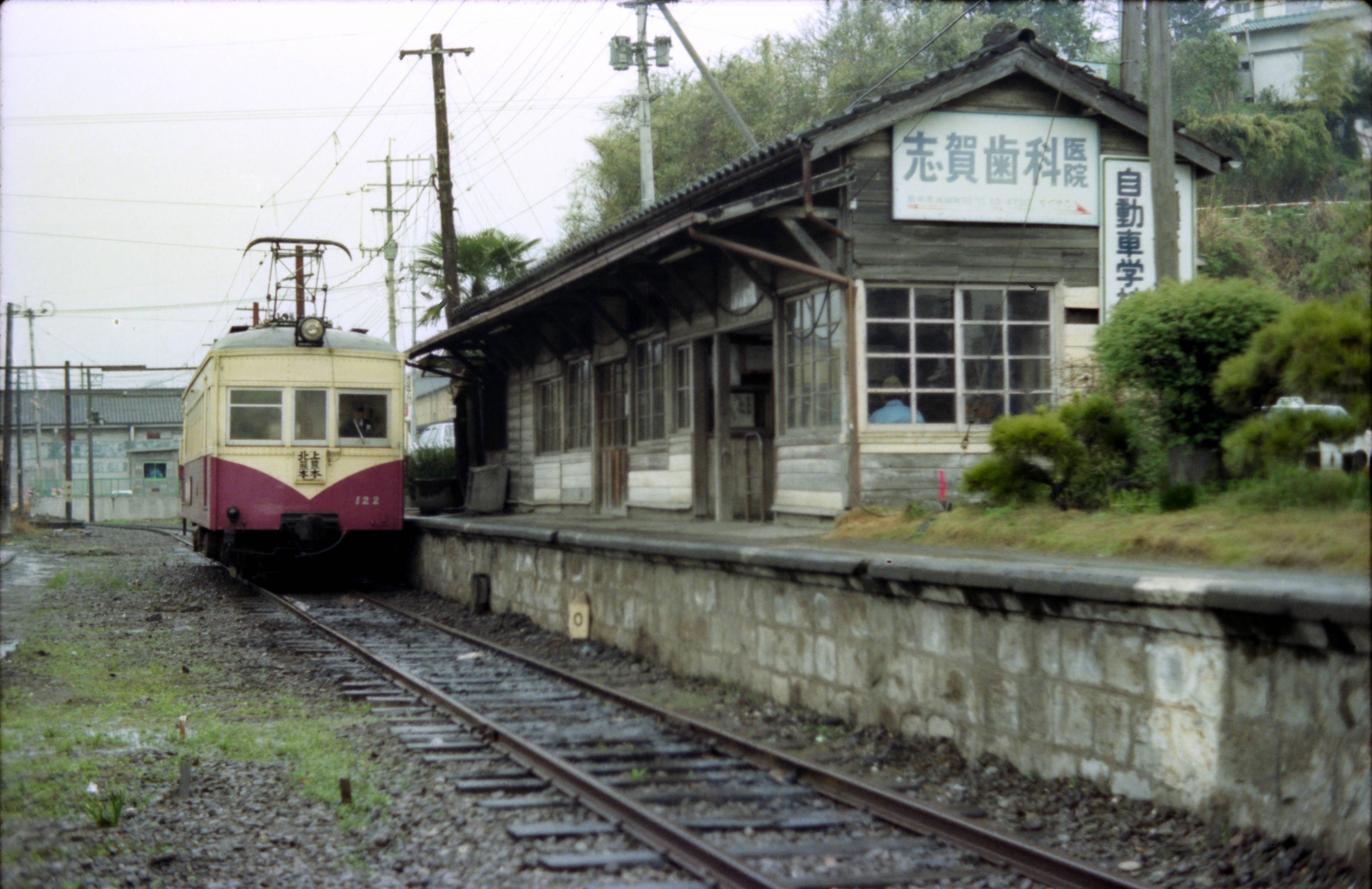
1981년 즈음의 가미쿠마모토 전철역

역사는 간이구조로 JR선과 승강장은 다르게 설치되었다. 단선 승강장 1면 1선을 가지는 지상역이다. 무인역으로 되어 있다.
| ■ 기쿠치 선 | 기타쿠마모토 (미요시 · 후지사키구마에) 방면 |

### 구마모토 시 교통국 노면 전차
정류소 번호는 B1. 터미널 식 승강장 3면 2선을 가진다. 가미쿠마모토 전차 차량기지가 인접해있다. 일본 최초로 인펀드 공법의 궤도가 부설되었다.
| 1 · 2 | ■ B계통 '구마모토 본선' | 가라시마초 · 겐군마치 방면 |
| 3     | ■ B계통 '구마모토 본선' | 하차 전용                  |

## 이용 현황
| 승차 인원 추이 | 승차 인원 추이 | 승차 인원 추이 |
| 연도           | 하루 평균 인수 | 증가율         |
| -------------- | -------------- | -------------- |
| 2001           | 2,481          |                |
| 2002           | 2,424          | -2.3%          |
| 2003           | 2,504          | 3.3%           |
| 2004           | 2,552          | 1.9%           |
| 2005           | 2,419          | -5.2%          |
| 2006           | 2,416          | -0.1%          |
| 2007           | 2,424          | 0.3%           |
| 2008           | 2,389          | -1.4%          |

## 역 주변
역전은 역을 중심으로 방사상에 도로가 늘어나 역전에 찻집 등의 음식점이 몇 채 있다. 좌측은 파칭코 가게・창고・대형 맨션・현립 체육관을 대로 시가에 도달한다.
정면 대지에는 주택가, 우측에는 상점・경공업 공장이 줄선다. 역 뒤쪽은 구마모토 제분의 공장에 접해, 그 배후에는 이세리가와 강, 화원 지구의 주택가가 되어 있다.
역 가까운 곳에는 구마모토 현립 종합 체육관이 있다. 역에서 구마모토성까지 걸어 20분 정도로, 산책의 출발점이 되고 있다. 또 히고 54망고쿠 성주의 전국 다이묘 가토 기요마사의 보리사이기도 한 혼묘지 사의 참배길 입구도 근처에 있다.
- 구마모토성
- 구마모토 현립 종합 체육관
- 구마모토 교마치 혼마치 우체국
- 구마모토 제분
- 규슈 삼림 관리국
- 혼묘지 사

## 역사
- 1891년 7월 1일 : 이케다역(일본어: 池田駅)으로서 개업.
  - 1896년에구제 제 ５ 고등학교에 부임한 나쓰메 소세키가 내려선 장소로서도 알려진다. 100년 뒤인 1996년에 후지사키 하치만구 - 가미쿠마모토 역전- 소조 대학의 구간이 「우리 배대로」라고 명명되었다.
- 1901년 1월 1일 : 가미쿠마모토역으로 개칭.
- 1907년(메이지 40년)7월 1일 - 규슈 철도의 국유화에 의해 국철의 역이 된다.
- 1911년(메이지 44년)10월 1일 - 기쿠치 궤도(현 구마모토 전기 철도)에 의해 이케다(국철 가미쿠마모토와 별도의 명칭) -히로마치-센단하타케(현재의 후지사키구마에) 사이가 개통.
- 1913년(다이쇼 2년) - 2대째의 역사가 준공.
  - 8월 27일-기쿠치 궤도, 이케다-후지사키구마에-와이후(후의 「기쿠치」)간의 전노선 개통.
- 1923년(다이쇼12년) 8월 2일-기쿠치 궤도가 역명을 「가미쿠마모토」로 개칭, 가미쿠마모토-무로조노 역 사이를 개궤・전화.
- 1935년 3월 24일 : 구마모토 시 교통국 노면 전차가 역 앞에 상호 운행하여, 가미쿠마모토 역(구마모토 시 교통국 소속)이 개업.
- 1950년 10월 1일 : 구마모토 전기 철도,이케다 경유로 기타쿠마모토 역까지 개통 및

「가미쿠마모토~기타쿠마모토~와이후」가 기쿠치 선이 된다.
- 1953년(쇼와 28년)6월 26일 - 구마모토 홍수해로 구마모토 전철 가미쿠마모토-후지사키구마에(노상역)간이 불통.
- 1954년(쇼와 29년)6월 1일 - 구마모토 전철 가미쿠마모토-후지사키구마에(노상역) 간의 여객 영업을 폐지, 동 구간을 구마모토 시 교통국에 양도.
  - 10월 1일 - 구마모토 시 교통국이 구마모토 전철로부터 양도한 노선을 1435mm의 표준궤로 개궤, 구마모토 시영 전차 쓰보이 선으로서 개통.
- 1970년(쇼와 45년)5월 1일 - 구마모토 시영 전차 쓰보이 선 폐지.
- 1987년(쇼와 62년)4월 1일 - 일본국유철도 분할 민영화에 의해 가고시마 본선의 역은 규슈 여객철도(JR 규슈)・일본화물철도(JR 화물)의 역이 된다.
- 1997년(헤세이9년)3월 22일 - 화물 열차의 설정 폐지.
  - 오노다 시멘트(현재의 태평양 시멘트)의 서비스 스테이션 및 시설로의 전용선이 존재해, 가나다역으로부터 시멘트 수송 화물열차가 운행되고 있었다. 이 외, 구내의 일부가 구마모토 제분의 전용선이 되어 있었다.
- 2002년(헤세이 14년) 구마모토 시전의 차량 기지가 이전(작업용 자동차고・전철 유치선은 교통국에 남겨졌다).
- 2005년(헤세이 17년) 4월 1일- JR 화물의 역(화물의 취급)이 폐지.
- 2006년(헤세이 18년)1월 21일 - 역 기능을 가역사로 이전.
- 2011년(헤세이 23년)3월 12일 - 규슈 신칸센전선 개통에 수반하는 다이어 개정에 의해, 특급이 무정차가 된다.

## 인접 정차역
| 가고시마 본선                | 가고시마 본선                    | 가고시마 본선                      |
| ---------------------------- | -------------------------------- | ---------------------------------- |
| 소조 대학앞 모지코 방면      | ■쾌속 '구마모토 라이너' · ■ 보통 | 구마모토 가고시마 방면             |
| 구마모토 전기 철도 기쿠치 선 |                                  |                                    |
| 시·종착역                    | ■ 기쿠치 선                      | 간칸자카 KD 02 미요시 방면         |
| 구마모토 본선                |                                  |                                    |
| 시·종착역                    | ■ 구마모토 본선                  | 겐리쓰타이이칸마에 가라시마초 방면 |